# 聖瑪麗 (伊利諾伊州)
聖瑪麗（英語：St. Mary）是位於美國伊利諾伊州漢考克縣的一個非建制地區。該地的面積和人口皆未知。

## 地理
聖瑪麗的座標為40°20′46″N 90°56′02″W / 40.34611°N 90.93389°W，而該地的平均海拔高度為174米（即571英尺）。